# Список наград и номинаций МакSим
Список наград российской поп-исполнительницы МакSим включает в себя премии и номинации, полученные певицей с момента начала её музыкальной карьеры в 2006 году.

## 2006
| Премия                        | Номинация                       | Номинированная работа    | Результат |
| ----------------------------- | ------------------------------- | ------------------------ | --------- |
| НФПФ                          | Золотой диск                    | Альбом «Трудный возраст» | Победа    |
| НФПФ                          | 5×Платиновый диск               | Альбом «Трудный возраст» | Победа    |
| НФПФ                          | 2×Бриллиантовый диск            | Альбом «Трудный возраст» | Победа    |
| Золотой Граммофон             | Статуэтка «Золотого граммофона» | «Нежность»               | Победа    |
| Золотой Граммофон (СПб)       | Статуэтка «Золотого граммофона» | «Нежность»               | Победа    |
| Золотой Граммофон (Казахстан) | Статуэтка «Золотого граммофона» | «Нежность»               | Победа    |
| Песня года                    | Диплом фестиваля                | «Нежность»               | Победа    |
| Новые песни о главном         | Диплом фестиваля                | «Отпускаю»               | Победа    |
| Love Radio Awards             | Певица года                     | МакSим                   | Победа    |

## 2007
| Премия                        | Номинация                       | Номинированная работа                          | Результат |
| ----------------------------- | ------------------------------- | ---------------------------------------------- | --------- |
| Премия Рекордъ                | Лучший дебют                    | Альбом «Трудный возраст»                       | Победа    |
| Премия Рекордъ                | Лучший альбом артистки          | Альбом «Трудный возраст»                       | Победа    |
| Премия Рекордъ                | Лучший музыкальный DVD          | DVD «Трудный возраст. Первый концерт в Москве» | Победа    |
| Премия Рекордъ                | Лучший рингбэктон               | «Знаешь ли ты»                                 | Номинация |
| Золотой Граммофон             | Статуэтка «Золотого граммофона» | «Знаешь ли ты»                                 | Победа    |
| Золотой Граммофон (СПб)       | Статуэтка «Золотого граммофона» | «Знаешь ли ты»                                 | Победа    |
| Золотой Граммофон (Казахстан) | Статуэтка «Золотого граммофона» | «Знаешь ли ты»                                 | Победа    |
| Новые песни о главном         | Диплом фестиваля                | «Знаешь ли ты»                                 | Победа    |
| MTV Russian Music Awards      | Лучшая композиция               | «Знаешь ли ты»                                 | Номинация |
| MTV Russian Music Awards      | Лучший поп-проект               | МакSим                                         | Победа    |
| MTV Russian Music Awards      | Лучшая исполнительница          | МакSим                                         | Победа    |
| MTV Russian Music Awards      | Артист года                     | МакSим                                         | Номинация |
| MTV Europe Music Awards       | Лучший российский артист        | МакSим                                         | Номинация |
| Премия «Золотая семёрка»      | Лучшая певица                   | МакSим                                         | Победа    |
| ZD Awards                     | Лучшая исполнительница года     | МакSим                                         | Победа    |
| Премия Муз-ТВ                 | Прорыв года                     | МакSим                                         | Победа    |
| Премия Муз-ТВ                 | Лучший рингтон                  | «Нежность»                                     | Победа    |
| Премия Муз-ТВ                 | Лучший альбом                   | Альбом «Трудный возраст»                       | Номинация |

## 2008
| Премия                   | Номинация                          | Номинированная работа                          | Результат |
| ------------------------ | ---------------------------------- | ---------------------------------------------- | --------- |
| Премия Рекордъ           | Лучший музыкальный DVD             | DVD «Трудный возраст. Первый концерт в Москве» | Победа    |
| Премия Рекордъ           | Лучший рингбэктон                  | «Мой рай»                                      | Номинация |
| Премия Рекордъ           | Лучший рингбэктон                  | «Знаешь ли ты»                                 | Номинация |
| Премия Рекордъ           | Лучший радиохит                    | «Знаешь ли ты»                                 | Номинация |
| Премия Рекордъ           | Лучший альбом артистки             | Альбом «Мой рай»                               | Победа    |
| НФПФ                     | 7×Платиновый диск                  | Альбом «Мой рай»                               | Победа    |
| НФПФ                     | Бриллиантовый диск                 | Альбом «Мой рай»                               | Победа    |
| Премия Billboard         | Самый продаваемый альбом           | Альбом «Мой рай»                               | Победа    |
| ZD Awards                | Альбом года                        | Альбом «Мой рай»                               | Победа    |
| Премия Муз-ТВ            | Лучший альбом                      | Альбом «Мой рай»                               | Победа    |
| Премия Муз-ТВ            | Специальный приз за лучшие продажи | Альбомы «Трудный возраст» и «Мой рай»          | Победа    |
| Премия Муз-ТВ            | Лучшая песня                       | «Мой рай»                                      | Победа    |
| Премия Муз-ТВ            | Лучший рингтон                     | «Ветром стать»                                 | Номинация |
| Премия Муз-ТВ            | Лучший рингтон                     | «Знаешь ли ты»                                 | Номинация |
| Премия Муз-ТВ            | Лучшая исполнительница             | МакSим                                         | Победа    |
| Fresh Art                | Самая стильная певица              | МакSим                                         | Победа    |
| Glamour Awards           | Певица года                        | МакSим                                         | Победа    |
| Love Radio Awards        | Певица года                        | МакSим                                         | Победа    |
| Премия Радиомания        | Лучшая певица                      | МакSим                                         | Победа    |
| MTV Russian Music Awards | Лучшая исполнительница             | МакSим                                         | Победа    |
| MTV Russian Music Awards | Лучший поп-проект                  | «Мой рай»                                      | Номинация |
| Песня года               | Диплом фестиваля                   | «Мой рай»                                      | Победа    |
| Золотой Граммофон        | Статуэтка «Золотого граммофона»    | «Научусь летать»                               | Победа    |
| Золотой Граммофон (СПб)  | Статуэтка «Золотого граммофона»    | «Научусь летать»                               | Победа    |
| Новые песни о главном    | Диплом фестиваля                   | «Научусь летать»                               | Победа    |

## 2009
| Премия                  | Номинация                       | Номинированная работа     | Результат |
| ----------------------- | ------------------------------- | ------------------------- | --------- |
| Премия Муз-ТВ           | Лучшая песня                    | «Научусь летать»          | Номинация |
| Премия Муз-ТВ           | Лучшая исполнительница          | МакSим                    | Победа    |
| Премия Платиновая волна | Лучшая исполнительница          | МакSим                    | Победа    |
| Премия Top Beauty       | Glossy-певица                   | МакSим                    | Победа    |
| RU.TV                   | Певица десятилетия              | МакSим                    | Победа    |
| Love Radio Awards       | Самая красивая мама             | МакSим                    | Победа    |
| Love Radio Awards       | Российская певица года          | МакSим                    | Победа    |
| Love Radio Awards       | Свадьба года                    | МакSим и Алексей Луговцов | Номинация |
| Золотой Граммофон       | Статуэтка «Золотого граммофона» | «Не отдам»                | Победа    |
| Золотой Граммофон (СПб) | Статуэтка «Золотого граммофона» | «Не отдам»                | Победа    |
| Песня года              | Диплом фестиваля                | «Лучшая ночь»             | Победа    |

## 2010
| Премия               | Номинация                       | Номинированная работа | Результат |
| -------------------- | ------------------------------- | --------------------- | --------- |
| НФПФ                 | Золотой диск                    | Альбом «Одиночка»     | Победа    |
| НФПФ                 | 2×Платиновый диск               | Альбом «Одиночка»     | Победа    |
| Премия «Русский Топ» | Лучший альбом                   | Альбом «Одиночка»     | Номинация |
| Премия «Русский Топ» | Лучшая певица                   | МакSим                | Победа    |
| Love Radio Awards    | Певица года                     | МакSим                | Номинация |
| ВОИС                 | Золотая фонограмма              | МакSим                | Победа    |
| Премия Муз-ТВ        | Лучшая исполнительница          | МакSим                | Номинация |
| Премия Муз-ТВ        | Лучший саундтрек                | «Дорога»              | Номинация |
| Песня года           | Диплом фестиваля                | «На радиоволнах»      | Победа    |
| Золотой Граммофон    | Статуэтка «Золотого граммофона» | «На радиоволнах»      | Номинация |

## 2011
| Премия                                                     | Номинация                       | Номинированная работа | Результат |
| ---------------------------------------------------------- | ------------------------------- | --------------------- | --------- |
| Именная звезда на Аллее Славы Мегацентра «Красная площадь» | —                               | МакSим                | Победа    |
| Журнал «Теленеделя»                                        | Самая популярная певица         | МакSим                | Победа    |
| Love Radio Awards                                          | Певица года                     | МакSим                | Номинация |
| Премия «Русский Топ»                                       | Певица года                     | МакSим                | Номинация |
| RU.TV                                                      | Лучшая певица                   | МакSим                | Номинация |
| Золотой Граммофон                                          | Статуэтка «Золотого граммофона» | «Дождь»               | Победа    |
| Золотой Граммофон (СПб)                                    | Статуэтка «Золотого граммофона» | «Дождь»               | Победа    |
| 20 лучших песен                                            | Диплом фестиваля                | «Как летать»          | Победа    |
| OETV                                                       | Лучший видеоклип года           | «Осколки»             | Номинация |

## 2012
| Премия                                 | Номинация                        | Номинированная работа | Результат |
| -------------------------------------- | -------------------------------- | --------------------- | --------- |
| MODA topical                           | Самая нежная мама                | МакSим                | Победа    |
| Журнал Maxim                           | Самая сексуальная женщина страны | МакSим                | Номинация |
| Премия «Русский Топ»                   | Певица года                      | МакSим                | Номинация |
| RU.TV                                  | Лучшая певица                    | МакSим                | Номинация |
| OE Video Music Awards                  | Best Female Performance          | МакSим                | Победа    |
| OE Video Music Awards                  | Лучшая песня                     | «Осколки»             | Номинация |
| Золотой Граммофон                      | Статуэтка «Золотого граммофона»  | «Осколки»             | Номинация |
| OETV                                   | Лучший видеоклип года            | «Осколки»             | Номинация |
| OETV                                   | Лучший видеоклип года            | «Одиночка»            | Номинация |
| Международный фестиваль песни в Сопоте | Участник конкурса                | «Знаешь ли ты»        | Номинация |
| ZD Awards                              | Дуэт года                        | «Живи»                | Номинация |

## 2013
| Премия                                               | Номинация                        | Номинированная работа      | Результат |
| ---------------------------------------------------- | -------------------------------- | -------------------------- | --------- |
| Реальная премия MusicBox                             | Лучший альбом                    | Альбом «Другая реальность» | Победа    |
| Реальная премия MusicBox                             | Лучшая певица                    | МакSим                     | Номинация |
| Журнал Maxim                                         | Самая сексуальная женщина страны | МакSим                     | Номинация |
| MODA topical                                         | Самая музыкальная мама           | МакSим                     | Победа    |
| RU.TV                                                | Клипоман года                    | МакSим                     | Номинация |
| Заслуженная артистка Карачаево-Черкесской Республики | —                                | МакSим                     | Победа    |
| ZD Awards                                            | Sexy Ж                           | МакSим                     | Номинация |
| Премия «Русский Топ»                                 | Лучшая исполнительница           | МакSим                     | Номинация |
| Премия «Русский Топ»                                 | Лучший альбом                    | Альбом «Другая реальность» | Номинация |
| MuseCube                                             | Лучший альбом                    | Альбом «Другая реальность» | Номинация |
| OGAE Song Contest                                    | Участник конкурса                | «Это же я»                 | Номинация |
| OETV                                                 | Лучший видеоклип года            | «Колыбельная»              | Победа    |
| OETV                                                 | Лучший видеоклип года            | «Другая реальность»        | Номинация |
| OETV                                                 | Лучший видеоклип года            | «Небо-самолёты»            | Номинация |
| ClipYou                                              | Клип года                        | «Небо-самолёты»            | Номинация |
| ClipYou                                              | Клип года                        | «Я ветер»                  | Номинация |

## 2014
| Премия                   | Номинация                             | Номинированная работа | Результат |
| ------------------------ | ------------------------------------- | --------------------- | --------- |
| Золотой Граммофон        | Статуэтка «Золотого граммофона»       | «Другая реальность»   | Номинация |
| Spring Awards            | Музыка весны: настройся на прекрасное | МакSим                | Победа    |
| OOPS CHOICE AWARDS       | Исполнительница года                  | МакSим                | Номинация |
| OOPS CHOICE AWARDS       | Классика жанра                        | МакSим                | Номинация |
| Реальная премия MusicBox | Лучшая певица                         | МакSим                | Номинация |
| Реальная премия MusicBox | Лучший автор-исполнитель              | МакSим                | Победа    |
| Журнал Maxim             | Самая сексуальная женщина страны      | МакSим                | Номинация |
| Премия «Русский Топ»     | Лучшая исполнительница                | МакSим                | Номинация |
| Радио «Romantika»        | Диплом «Романтик нашего времени»      | МакSим                | Победа    |
| ZD Awards                | Поп года                              | МакSим                | Номинация |
| LF City Awards           | Песня года                            | «God»                 | Победа    |
| ClipYou                  | Клип года                             | «God»                 | Номинация |
| Канал «Музыка Первого»   | Лучший видеоклип года                 | «God»                 | Победа    |
| OETV                     | Лучший видеоклип года                 | «God»                 | Номинация |

## 2015
| Премия                   | Номинация                            | Номинированная работа | Результат |
| ------------------------ | ------------------------------------ | --------------------- | --------- |
| RU.TV                    | Фан или профан                       | Фан-клуб МакSим       | Номинация |
| OETV                     | Лучший видеоклип года                | «God»                 | Номинация |
| OETV                     | Лучший видеоклип года                | «Стала свободней»     | Номинация |
| OOPS CHOICE AWARDS       | С первого взгляда (музыкальный клип) | «Стала свободней»     | Номинация |
| OOPS CHOICE AWARDS       | Исполнительница года                 | МакSим                | Номинация |
| Журнал Maxim             | Самая сексуальная женщина страны     | МакSим                | Номинация |
| Insta Awards             | Insta Social Media Lady              | МакSим                | Победа    |
| Журнал «Все звёзды»      | Лучшая сольная исполнительница       | МакSим                | Победа    |
| Премия «Русский Топ»     | Лучшая исполнительница года          | МакSим                | Номинация |
| Премия «Русский Топ»     | Лучший альбом                        | Альбом «Хорошо»       | Победа    |
| MuseCube                 | Лучший альбом                        | Альбом «Хорошо»       | Номинация |
| Реальная премия MusicBox | Альбом года                          | Альбом «Хорошо»       | Победа    |
| Золотой Граммофон        | Статуэтка «Золотого граммофона»      | «Нежность»            | Победа    |

## 2016
| Премия                                    | Номинация                        | Номинированная работа | Результат |
| ----------------------------------------- | -------------------------------- | --------------------- | --------- |
| Золотой Граммофон                         | Статуэтка «Золотого граммофона»  | «Хорошо»              | Номинация |
| RU.TV                                     | Лучший видеоклип                 | «Золотыми рыбками»    | Номинация |
| Премия Муз-ТВ                             | Лучшее женское видео             | «Золотыми рыбками»    | Номинация |
| Реальная премия MusicBox                  | Певица года                      | МакSим                | Номинация |
| Журнал Maxim                              | Самая сексуальная женщина страны | МакSим                | Номинация |
| Заслуженная артистка Республики Татарстан | —                                | МакSим                | Победа    |
| Журнал «Все звёзды»                       | Лучшая сольная исполнительница   | МакSим                | Номинация |
| Премия «Русский Топ»                      | Лучшая исполнительница года      | МакSим                | Победа    |
| Премия «Русский Топ»                      | Лучшая песня                     | «Штампы»              | Номинация |

## 2017
| Премия                             | Номинация                        | Номинированная работа | Результат |
| ---------------------------------- | -------------------------------- | --------------------- | --------- |
| Золотой Граммофон                  | Статуэтка «Золотого граммофона»  | «Штампы»              | Победа    |
| Золотой Граммофон. Минск           | Статуэтка «Золотого граммофона»  | «Штампы»              | Победа    |
| Золотой Граммофон. Санкт-Петербург | Статуэтка «Золотого граммофона»  | «Штампы»              | Победа    |
| RU.TV                              | Лучший видеоклип                 | «Штампы»              | Номинация |
| Дай Пять!                          | Любимая певица                   | МакSим                | Номинация |
| Мама года                          | Самая нежная мама                | МакSим                | Победа    |
| Журнал «MAXIM»                     | Самая сексуальная женщина страны | МакSим                | Номинация |
| Журнал «Все звёзды»                | Лучшая сольная исполнительница   | МакSим                | Номинация |

## 2018
| Премия                    | Номинация                        | Номинированная работа | Результат |
| ------------------------- | -------------------------------- | --------------------- | --------- |
| Золотой Граммофон         | Статуэтка «Золотого граммофона»  | «На двоих»            | Номинация |
| RU.TV                     | Фан или профан                   | Фан-клуб МакSим       | Номинация |
| Mama Awards               | Самая музыкальная мама           | МакSим                | Победа    |
| Серебряная кнопка YouTube | За достижение 100000 подписчиков | МакSим                | Победа    |
| Журнал «Maxim»            | Самая сексуальная женщина страны | МакSим                | Номинация |
| Русский ТОП               | Лучшая сольная исполнительница   | МакSим                | Победа    |
| Русский ТОП               | Лучший альбом                    | «Полигамность»        | Победа    |
| Русский ТОП               | Лучшая песня                     | «Здесь и сейчас»      | Номинация |

## 2019
| Премия                             | Номинация                        | Номинированная работа | Результат |
| ---------------------------------- | -------------------------------- | --------------------- | --------- |
| Золотой Граммофон                  | Статуэтка «Золотого граммофона»  | «Здесь и сейчас»      | Победа    |
| Золотой Граммофон. Санкт-Петербург | Статуэтка «Золотого граммофона»  | «Здесь и сейчас»      | Победа    |
| RU.TV                              | Фан или профан                   | Фан-клуб МакSим       | Номинация |
| Мама года                          | Самая нежная мама                | МакSим                | Победа    |
| Журнал «Maxim»                     | Самая сексуальная женщина страны | МакSим                | Номинация |

## 2020
| Премия | Номинация      | Номинированная работа | Результат |
| ------ | -------------- | --------------------- | --------- |
| RU.TV  | Фан или профан | Фан-клуб МакSим       | Номинация |

## 2021
| Премия            | Номинация                       | Номинированная работа | Результат |
| ----------------- | ------------------------------- | --------------------- | --------- |
| Золотой Граммофон | Статуэтка «Золотого граммофона» | «Спасибо»             | Победа    |